# Opel 29/70 PS
Der Opel 29/70 PS war ein PKW der Oberklasse, den die Adam Opel KG nur im Jahre 1914 als Nachfolger des Modells 28/70 PS baute.

## Geschichte und Technik
Der 29/70 PS war, anders als sein Vorgänger vier Jahre vorher, nicht mehr das stärkste Modell in der damaligen Opel-Modellpalette, zählte nichtsdestoweniger aber zur Luxusklasse. Das Spitzenmodell der damaligen Palette war das Modell 40/100 PS.
Der 29/70 PS hatte, wie sein Vorgänger, einen seitengesteuerten Vierzylinder-Blockmotor, jedoch mit 7464 cm³ Hubraum (Bohrung × Hub = 120 mm × 165 mm). Die Leistung wird mit 72,5 PS (53 kW) bei 1400/min. angegeben. Die anderen technischen Daten waren unverändert: Der Motor war wassergekühlt; für den Kühlwasserumlauf sorgte eine Zentrifugalpumpe. Die Motorleistung wurde über eine Lederkonuskupplung, ein manuelles Vierganggetriebe und eine Kardanwelle an die Hinterachse weitergeleitet. Die Höchstgeschwindigkeit stieg auf 100 km/h.
Am Stahlblech-U-Profilrahmen waren die beiden Starrachsen an halbelliptischen Längsblattfedern aufgehängt. Die Betriebsbremse war eine Innenbackenbremse, die auf die Kardanwelle (Vorgänger: Ausgangswelle des Getriebes) wirkte. Die Handbremse war  als Trommelbremse an den Hinterrädern ausgeführt.
Der Wagen war als viersitziger Doppelphaeton oder als viertüriges Landaulet erhältlich. Neu waren die Karosserien auf Kundenwunsch: Man konnte z. B. eine Limousine, eine Pullman-Limousine oder auch Mischformen der vorgenannten Karosserievarianten ordern. Die billigste Variante (Doppelphaeton) kostete 15.200 RM.
Die Fertigung des 29/70 PS wurde Ende 1914 kriegsbedingt eingestellt. Erst 1919 erschien mit dem Modell 30/75 PS wieder ein vergleichbarer Nachfolger.